# Yau Wai-ching
Yau Wai-ching (chinois traditionnel : 游蕙禎) est une femme politique hongkongaise, membre de Youngspiration. 

## Biographie
Elle est née le 6 mai 1991. Elle étudie le chinois classique à l'université.
À partir de 2012, Yau Wai-ching participe aux manifestations face à une réforme de l'éducation à Hong Kong. Elle participe par la suite aux manifestations de 2014 à Hong Kong, puis elle entre en politique. Mais Yau Wai-ching perd ses premières élections.
Elle est élue en septembre 2016 au conseil législatif de Hong Kong durant l'élections législatives hongkongaises de 2016. Elle est l'une des plus jeunes membres du conseil législatif de Hong Kong avec Nathan Law, élu dans la même élection.
En novembre 2016, Yau Wai-ching est démise de ses fonctions, pour avoir prononcé « people’s re-fucking of Chee-na » et brandi une banderole indépendantiste lors de son discours d'ouverture de son mandat.